# Estación de Green Park
Green Park es una estación de metro de Londres ubicada en el lado norte de Green Park, con entradas a ambos lados de Piccadilly. Es servida por las líneas Jubilee, Piccadilly y Victoria. En la línea Jubilee está entre Bond Street y Westminster; en la línea Piccadilly está entre Piccadilly Circus y Hyde Park Corner y en la línea Victoria está entre Victoria y Oxford Circus. Está en la zona de tarifa 1.
La estación fue inaugurada en 1906 por el Great Northern, Piccadilly y Brompton Railway (GNP & BR) y originalmente se llamó Dover Street debido a su ubicación en esa calle. Se modernizó en la década de 1930 cuando los ascensores fueron reemplazados por escaleras mecánicas y se extendió en las décadas de 1960 y 1970, cuando se construyeron las líneas de Victoria y Jubilee.
La estación se encuentra cerca del Hotel Ritz, la Royal Academy of Arts, el Palacio de St James, Berkeley Square, Bond Street, Burlington Arcade y Fortnum & Mason, y es uno de los dos que sirven al Palacio de Buckingham (el otro es St. James's Park).

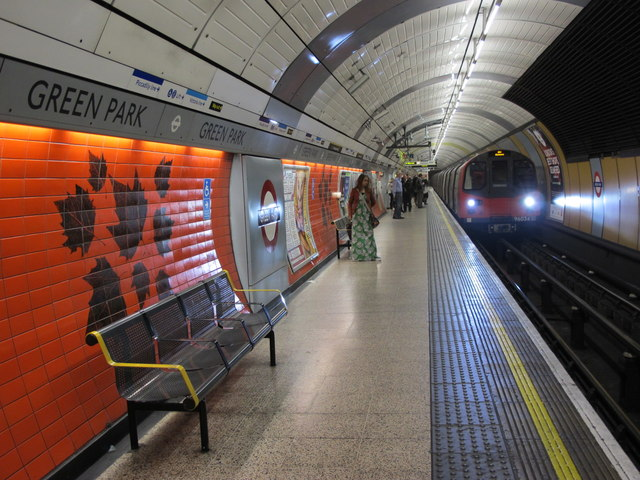
Green Park tube station, Jubilee Line (geograph 4574369)

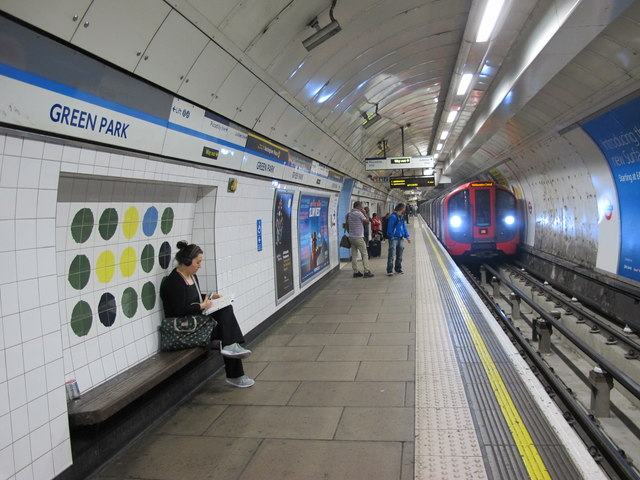
Green Park tube station, Victoria Line (geograph 4533953)

## Atentado de Piccadilly
Alrededor de las 9:00 p. m. del 9 de octubre de 1975, miembros de la pandilla de Balcombe Street del IRA Provisional detonaron una bomba en una parada de autobús frente a la estación de Green Park, matando a Graham Ronald Tuck, de 23 años, e hiriendo a otros 20. El ataque fue parte de una campaña de bombardeos llevada a cabo por la pandilla y además de la muerte y las lesiones causaron daños en el Hotel Ritz y en los edificios vecinos.